# Capella (astronomia)
Capella, detta anche Capra (Alfa Aurigae / α Aurigae / α Aur), è la stella più brillante della costellazione dell'Auriga, la sesta stella più luminosa del cielo notturno nonché la terza stella più brillante dell'emisfero celeste boreale, dopo Arturo e Vega. È una stella relativamente vicina, dal momento che dista dal Sole quasi 43 anni luce.
Benché a occhio nudo appaia come una stella singola, Capella è in realtà un sistema multiplo costituito da quattro componenti, raggruppate in due stelle binarie. La prima coppia, che costituisce l'elemento predominante del sistema, è formata da due stelle giganti di classe spettrale G, aventi entrambe una massa di circa 2,5 masse solari e un raggio che si aggira intorno a dieci volte quello della nostra stella. Le due stelle, che orbitano attorno al comune baricentro seguendo una traiettoria piuttosto stretta, sono in una fase piuttosto avanzata della propria evoluzione: la secondaria si sta apprestando a diventare una gigante rossa, mentre la primaria è nella fase di fusione dell'elio. L'altra coppia, distante circa 10 000 UA dalla prima, è composta da due piccole e deboli stelle rosse di sequenza principale.
Per via della sua luminosità, la stella sin dall'antichità è stata associata alla mitologia; il nome stesso Capella deriva dal latino col significato di "capretta", in riferimento al mito di Amaltea, la capra cretese che allattò Zeus sul Monte Ida a Creta.

## Osservazione
Capella appare come un astro di colore giallo oro, facilmente individuabile nella parte nord-occidentale della costellazione dell'Auriga a causa della sua grande luminosità: ha infatti una magnitudine apparente di +0,08. La stella rappresenta la spalla sinistra dell'auriga (il cocchiere), o, a seconda delle tradizioni, la capra portata in spalla dall'auriga stesso. Capella si trova poco a nord del triangolo isoscele formato dalle tre deboli stelle (ε, ζ e η Aurigae) che formano l'asterismo conosciuto come il naso dell'Auriga o, nei paesi anglosassoni, the three kids (i tre capretti).
Capella ha una declinazione pari a 46° N, che la rende la stella di prima magnitudine più vicina al polo nord celeste (Polaris, l'attuale stella polare, ha invece una magnitudine di +2,0). Di conseguenza Capella presenta la maggiore osservabilità dalle regioni dell'emisfero boreale, ove diventa circumpolare a nord del 44º parallelo: a causa di ciò nei Paesi del Nord Europa, in tutta la Germania, in quasi tutta la Francia, nell'Italia settentrionale, nella maggior parte del Canada, nella parte settentrionale degli Stati Uniti e in buona parte della Russia essa non tramonta mai; durante l'inverno boreale appare altissima nel cielo alle latitudini temperate. Il periodo migliore per la sua osservazione ricade nei mesi compresi fra la fine di ottobre e aprile.
Nell'emisfero australe invece le possibilità di osservazione di Capella sono più ridotte: la stella infatti è invisibile a sud del 44° S, ovvero nelle regioni più meridionali di Argentina, Cile e Nuova Zelanda. È però ben visibile in tutto il continente africano, in tutta l'Asia e in tutta l'Australia, sebbene nelle regioni meridionali dell'Africa e in Australia appaia bassa in direzione dell'orizzonte nord e sia visibile solo per pochi mesi all'anno in coincidenza dell'estate australe.
Capella è la sesta stella più luminosa del cielo dopo Sirio, Canopo, α Centauri, Arturo e Vega. In particolare, è appena meno luminosa di Arturo (che ha magnitudine −0,04) e di Vega (che ha magnitudine +0,03); inoltre, Arturo, Vega e Capella sono le tre stelle più luminose dell'emisfero celeste boreale.

### Luminosità nel tempo

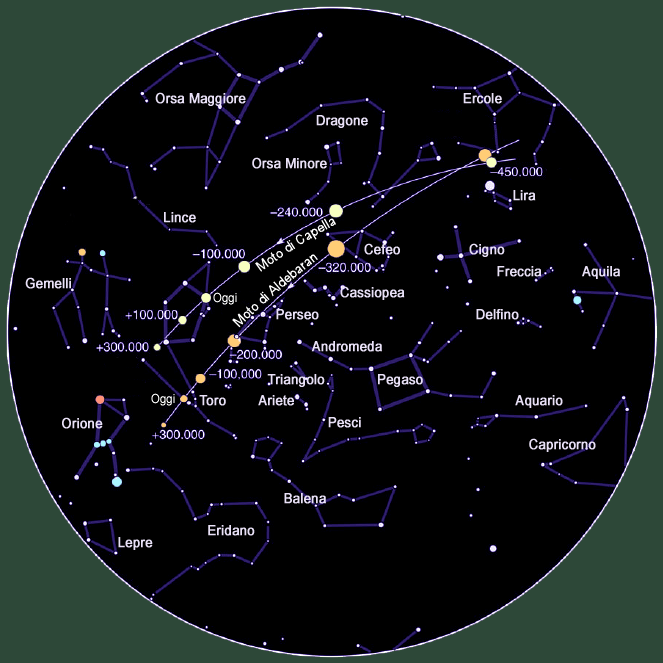
Il moto proprio di Capella (disco giallo) e Aldebaran (arancione); viene rappresentato il percorso che le due stelle hanno compiuto negli ultimi 450000 anni e compiranno nei prossimi 300000 anni. Le altre stelle, che pure si sono spostate e si sposteranno rispetto alle attuali posizioni, sono rappresentate come fisse per esigenze didattiche.

Fra 210 000 e 160 000 anni fa, quando fu superata da Canopo, Capella è stata la stella più luminosa dell'intero cielo notturno; in questo periodo però la stella aveva già superato il picco della sua luminosità, che si è verificato circa 240 000 anni fa, quando era Aldebaran la stella più brillante del cielo (con magnitudine −1,54) e Capella si trovava a soli 28 anni luce dalla Terra; da tale distanza, la stella si mostrava con una magnitudine apparente di −0,86. Attualmente Capella si sta allontanando dalla Terra alla velocità di 30,2 km/s, e quindi la sua luminosità apparente è destinata lentamente a diminuire nelle prossime migliaia di anni.
Nell'attuale epoca Capella e Aldebaran presentano una notevole distanza angolare nel cielo; tuttavia, sulla base del loro moto proprio, è stato possibile ricostruire come circa 450 000 anni fa le due stelle apparissero molto vicine fra loro, costituendo una brillante coppia. Le due stelle rimasero vicine per diverse migliaia di anni, un periodo sufficiente perché, in virtù della precessione degli equinozi, il polo nord celeste potesse passare in prossimità di questa coppia; per alcune migliaia di anni, quindi, la coppia Aldebaran-Capella ha svolto il ruolo di indicatrice del polo nord celeste.

## Ambiente galattico e moti spaziali
Trovandosi a 43 anni luce dal Sole, Capella ne condivide lo stesso ambiente galattico; in particolare, si trova all'interno della Bolla Locale, una cavità del mezzo interstellare presente nel Braccio di Orione, uno dei bracci che compongono la spirale della Via Lattea.

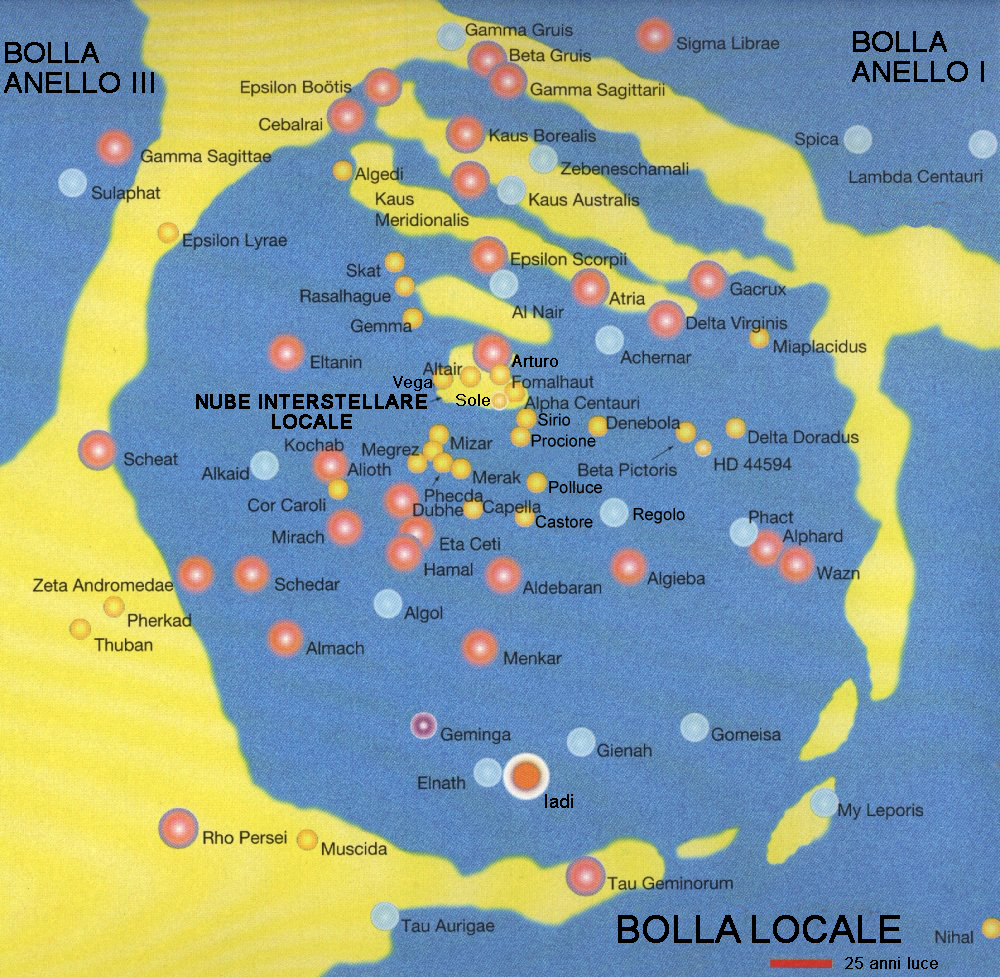
La struttura della Bolla Locale. Si apprezza la posizione di Capella, del Sole e di altre stelle. L'immagine è orientata in modo che le stelle più vicine al centro galattico si trovino nella parte superiore della stessa.

Le sue coordinate galattiche sono 162,59° e 4,57°. Una longitudine galattica di 162,59° indica che la linea ideale che congiunge il Sole e Capella, se proiettata sul piano galattico, forma con la linea ideale che congiunge il Sole con il centro galattico un angolo del medesimo valore: ciò significa che Capella è leggermente più lontana dal centro galattico di quanto non sia il Sole. Una latitudine galattica di 4° e mezzo significa che le due stelle sono quasi allineate sullo stesso piano e che Capella si trova poco più a nord rispetto al piano su cui giacciono il Sole e il centro galattico.
La stella più vicina a Capella, distante 3,9 anni luce, è L 1672-14, una debole stella rossa di classe M2 V che, essendo di 11ª magnitudine, può essere osservata solo mediante telescopi. La seconda stella in ordine di vicinanza a Capella è invece λ Aurigae, una stella gialla di classe G1.5IV-V di magnitudine +4,70, che appare anche a occhio nudo nelle vicinanze (circa 6°) di Capella, da cui dista 4,5 anni luce.
Gli studi condotti sin dagli anni sessanta sul moto spaziale di Capella hanno permesso di inquadrare la stella all'interno della Corrente delle Iadi, la corrente stellare meglio studiata e conosciuta. I vettori del movimento medio della Corrente delle Iadi rispetto al sistema di riposo locale sono (U, V, W) = (−38 ± 6, −17 ± 6, −11 ± 12) km/s: ciò significa che, rispetto al movimento medio del materiale della Via Lattea nei dintorni del Sole, la Corrente presenta in media un moto di allontanamento dal centro galattico di 38 km/s, un moto in senso inverso rispetto alla rotazione galattica di 17 km/s e un moto verso il polo sud galattico di 11 km/s; il movimento di Capella rispetto al sistema di riposo locale è invece (U, V, W) = (−36,5, −13,9, −9,1). I valori della stella sono abbastanza simili a quelli delle altre componenti della corrente, il che permettere di stabilire con un buon margine di certezza l'appartenenza di Capella alla Corrente delle Iadi. Poiché quest'ultima condivide lo stesso moto rispetto al sistema di riposo locale dell'ammasso aperto delle Iadi, Eggen ha ipotizzato che la Corrente si sia originata dalla dispersione dell'ammasso aperto, che in origine, quindi, doveva avere dimensioni maggiori delle attuali. Poiché l'età presunta dell'ammasso è 625 milioni di anni, se l'ipotesi di Eggen è corretta, allora le stelle della Corrente condividono la medesima origine all'interno di una nube molecolare gigante. Queste considerazioni fornirebbero importanti informazioni sull'età di Capella e sulla sua composizione chimica, in quanto, se le stelle hanno un'origine comune, allora hanno anche composizioni chimiche molto simili.

## Caratteristiche principali
Capella è un sistema stellare composto da una coppia di binarie, per un totale di quattro componenti: la prima coppia è costituita da due stelle giganti gialle di classe spettrale G, mentre la seconda è formata da due stelle rosse di sequenza principale di classe spettrale M. Le due binarie sono relativamente strette, mentre la distanza che separa una binaria dall'altra è di circa 10 000 UA (~1,5 × 1012 km, ossia 0,15 anni luce).

Le componenti A e B di Capella risolte dal Cambridge Optical Aperture Synthesis Telescope (COAST). Per gentile concessione del Mullard Radio Astronomy Observatory.

La coppia di giganti è di gran lunga l'elemento predominante del sistema, contribuendo per circa il 99,99% alla radiazione emessa. Le due giganti vengono contrassegnate dalle lettere A e B (a volte con Aa e Ab) e sono state fatte oggetto di intenso studio, mentre le due stelle rosse sono designate con le lettere C e D (talvolta Ha e Hb).

### La coppia A-B

#### Difficoltà di studio
Nonostante l'elevata luminosità apparente e il gran numero di osservazioni di cui è stato oggetto il sistema, vi sono ancora importanti incertezze riguardo a molte caratteristiche della coppia A-B. Due fattori in particolare costituiscono un elemento di difficoltà: in primo luogo la vicinanza tra le due componenti; quindi l'elevata velocità di rotazione della componente B, che determina un allargamento delle righe spettrali della stella rendendo particolarmente difficile il calcolo della sua velocità radiale e di conseguenza la precisa determinazione dell'orbita che essa percorre. Le difficoltà nel calcolo dell'orbita si traducono poi in una difficoltà nel calcolo delle masse delle due componenti principali e di altri parametri. Tuttavia proprio l'intensità delle osservazioni di cui Capella è stata fatta oggetto ha permesso di ottenere diversi risultati interessanti, che rendono meno sommaria la conoscenza di questo sistema.

#### Storia osservativa recente

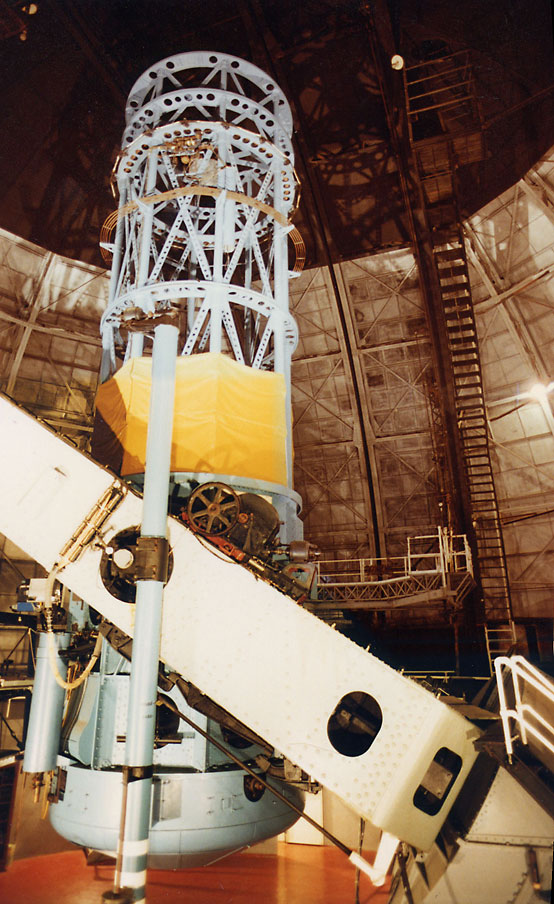
Il telescopio Hooker da 2,5 metri dell'Osservatorio di Monte Wilson fa parte del sistema interferometrico che risolse per primo Capella A-B

La natura binaria di Capella A-B è stata riconosciuta fra la fine dell'Ottocento e l'inizio del Novecento sulla base di osservazioni spettroscopiche; si cercò dunque sin da subito di risolvere visualmente la coppia, ma senza successo. La prima risoluzione certa della coppia fu compiuta nel 1919, circa vent'anni dopo la scoperta della duplicità di Capella, attraverso il complesso di interferometri dell'Osservatorio di Monte Wilson. Fu necessario comunque attendere gli anni settanta perché si iniziasse nuovamente a osservare Capella con sistematicità al fine di risolvere la coppia A-B. Le osservazioni astrometriche finora più precise sono quelle condotte da Hummel e colleghi nel 1994, compiute ancora presso l'Osservatorio di Monte Wilson. Inoltre la coppia è stata risolta nel 1997 tramite la Faint Object Camera del telescopio spaziale Hubble alle lunghezze d'onda dell'ultravioletto (130−300 nm).
Per quanto riguarda lo studio delle velocità radiali della coppia, occorre rilevare che su quella della componente A c'è un buon accordo fra i risultati ottenuti dai vari gruppi di studiosi fin dalle prime osservazioni di inizio Novecento, mentre sui parametri della componente B è presente ancora molta incertezza. Per parecchi decenni le misure più influenti della velocità radiale delle due componenti sono state quelle di Struve e Kilby, pubblicate nel 1953, e di Wright (1954). Misurazioni di gran lunga più precise sono quelle compiute nel 1993 da Barlow e colleghi, superate in accuratezza da quelle pubblicate nel 2009 da Torres e colleghi. Infine, nel 2011 sono state pubblicate le osservazioni compiute da Weber e Strassmeier presso l'Osservatorio del Teide, situato nell'isola di Tenerife, che hanno un margine di errore di circa la metà di quelle di Torres e colleghi e che quindi rappresentano le misure più accurate oggi disponibili.

#### Velocità radiali
Il problema maggiore nello studio della coppia A-B è rappresentato, come si è detto, dalle misurazioni della velocità radiale della componente B, che si presentano molto discordanti fra i vari studi; in particolare, gli studi più vecchi tendono a riportare delle ampiezze di oscillazione maggiori di quelli più recenti. Questo ha un notevole impatto sulla massa stimata di Capella B, in quanto minore è la semiampiezza dell'oscillazione della velocità radiale maggiore è la massa che viene calcolata.
Le tabelle sottostanti riportano le misurazioni delle semiampiezze delle oscillazioni delle velocità radiali delle componenti A e B di Capella; in particolare è da notare il buon accordo fra le misurazioni della velocità radiale della componente A, fin dalle prime risalenti all'inizio del Novecento. Le misurazioni più recenti devono considerarsi più precise in quanto effettuate con strumentazione più moderna.
| Articolo                   | Valore misurato |
| -------------------------- | --------------- |
| Newall (1899)              | 26,89 ± 0,83    |
| Campbell (1901)            | 25,89 ± 0,18    |
| Struve e Kilby (1953)      | 26,46 ± 0,17    |
| Barlow e colleghi (1993)   | 25,96 ± 0,11    |
| Torres e colleghi (2009)   | 25,96 ± 0,04    |
| Weber e Strassmeier (2011) | 25,960 ± 0,0065 |

| Articolo                   | Valore misurato |
| -------------------------- | --------------- |
| Sanford (1922)             | 34,34 ± 1,49    |
| Struve e Kilby (1953)      | 31,09 ± 0,82    |
| Shen e colleghi (1985)     | 29,75 ± 0,59    |
| Beavers e Eitter (1986)    | 30,43 ± 0,50    |
| Barlow e colleghi (1993)   | 27,70 ± 0,41    |
| Torres e colleghi (2009)   | 26,27 ± 0,09    |
| Weber e Strassmeier (2011) | 26,840 ± 0,024  |

Confrontando i vari valori, si può notare che mentre nelle misurazioni più vecchie la differenza fra le oscillazioni delle due componenti era considerevole, in quelle più recenti è più esigua; ciò significa che la differenza fra le masse di Capella A e Capella B è molto minore di quanto non si credesse in precedenza.

#### Parametri orbitali

Un'altra immagine delle componenti A e B di Capella risolte dal COAST. Per gentile concessione del Mullard Radio Astronomy Observatory.

Torres e colleghi (2015) forniscono una soluzione dell'orbita di Capella basata sia sulle loro osservazioni procedenti osservazioni sia, specialmente, su quelle di Weber e Strassmeier (2011), che sono le più precise disponibili, ma anche su quelle di Hummel e colleghi (1994), di Newall (1900), Campbell (1901), Struve e Kilby (1953), Beaver e Eitter (1986), Shcherbakov e colleghi (1990) e le rilevazioni astrometriche di Merrill (1922), Kulgarin (1970), Blazit e colleghi (1977), Koechlin e colleghi (1979), Baldwin e colleghi (1996), Young e Dupree (2002), Kraus e colleghi (2004), nonché le misurazioni del satellite Hipparcos. A tutte le osservazioni è stato dato un peso direttamente proporzionale a quello della loro precisione.
Sulla base di tutti questi dati il gruppo di Torres ha dedotto che le due componenti di Capella A-B compiono un'orbita intorno al comune centro di massa in 104,02128 ± 0,00016 giorni; l'orbita, inclinata rispetto alla linea di vista terrestre di 137,156° ± 0,046°, ha una eccentricità molto bassa di 0,00087 ± 0,00013. Il semiasse maggiore sembra essere di 56,442 ± 0,023 mas, che, alla distanza di 43 anni luce, corrispondono a 111,11 ± 0,10 milioni di km, equivalenti a 0,74272 ± 0,00069 UA; l'ascensione retta del nodo ascendente è invece di 40,522° ± 0,039°.

#### Masse
Hummel e colleghi (1994), sfruttando le misure delle velocità radiali, avevano calcolato che Capella A avesse una massa di 2,63 M⊙ e Capella B una massa di 2,56 M⊙. Poiché nelle stime più recenti la differenza fra le velocità radiali delle due componenti risulta inferiore a quella misurata in precedenza, la differenza fra i valori delle masse delle due componenti viene ritenuta minore di quella computata da Hummel e colleghi. Torres e colleghi (2009) ipotizzano che Capella A abbia infatti una massa di 2,466±0,018 M⊙ e Capella B una massa di 2,443±0,013 M⊙; la secondaria avrebbe quindi il 99% della massa della primaria. Weber e Strassmeier (2011) invece riportano un valore di 2,573±0,009 M⊙ per la primaria e di 2,488±0,008 M⊙ per la secondaria, stimando un rapporto fra le due grandezze di 0,9673 ± 0,0020. Infine, Torres e colleghi (2015) riportano un valore di 2,5687±0,0074 M⊙ per la primaria, mentre stimano la massa della secondaria in 2,4828±0,0067 M⊙ con un rapporto di 0,96653 ± 0,00062.

#### Luminosità
Un altro problema rilevante nello studio del sistema Capella A-B risiede nella misurazione delle luminosità delle due componenti, che deriva dalla difficoltà di discernere con precisione le linee spettrali di Capella B. Newall (1900) ha affermato che «probabilmente le due componenti non differiscono molto per quanto riguarda la loro luminosità», mentre Campbell (1901) ha sostenuto che «nella porzione visibile dello spettro la componente solare [Capella A] è probabilmente almeno una magnitudine più luminosa delle due». Per molto tempo, la misura più influente della luminosità relativa fra le due componenti è stata quella di Wright (1954), il quale ha sostenuto che Capella A fosse 0,25 magnitudini più luminosa di Capella B. Tuttavia Griffin e Griffin (1986) hanno dimostrato che le misurazioni di Wright (1954) erano affette da errore per via dell'allargamento delle righe spettrali di Capella B determinato dalla sua alta velocità di rotazione. Corretto questo errore, Capella B risulta nel visibile 0,15 magnitudini più luminosa di Capella A; tale risultato è stato sostanzialmente confermato da Barlow e colleghi (1993), secondo i quali Capella A ha una magnitudine apparente di 0,27 ± 0,01 e Capella B di 0,14 ± 0,01. Un ulteriore supporto a questa tesi è arrivato dal lavoro di Torres e colleghi (2015), che hanno riscontrato una differenza di circa 0,13 magnitudini fra la luminosità di Capella B e quella di Capella A; in particolare, essi stimano la magnitudine apparente di Capella B in 0,167 ± 0,015 e quella di Capella A in 0,296 ± 0,016.
Capella A presenta una temperatura superficiale inferiore a quella di Capella B, di conseguenza la prima emette più radiazione nelle bande dell'infrarosso, mentre la seconda emette maggiormente nelle bande del visibile e dell'ultravioletto. In particolare, nelle lunghezza d'onda inferiori a 700 nm Capella B risulta più luminosa, mentre il contrario avviene nelle lunghezze d'onda superiori a 700 nm; prendendo invece in considerazione la radiazione totale emessa dalle due componenti, allora Capella A risulta più luminosa di Capella B. Torres e colleghi (2015) hanno stimato che la luminosità totale (bolometrica) di Capella A è 78,7 ± 4,2 L☉, mentre quella di Capella B è 72,7 ± 3,6 L☉. Questo dato, assieme alla maggiore massa di Capella A rispetto a Capella B, giustifica l'appellativo di primaria che le viene dato, sebbene nel visibile Capella B sia più luminosa.
Con una luminosità complessiva di circa 150 L☉, Capella è il secondo oggetto più luminoso entro una distanza di 50 anni luce dal Sole, dopo Arturo: sono infatti gli unici due oggetti entro questa distanza ad avere magnitudine assoluta negativa.

#### Diametri

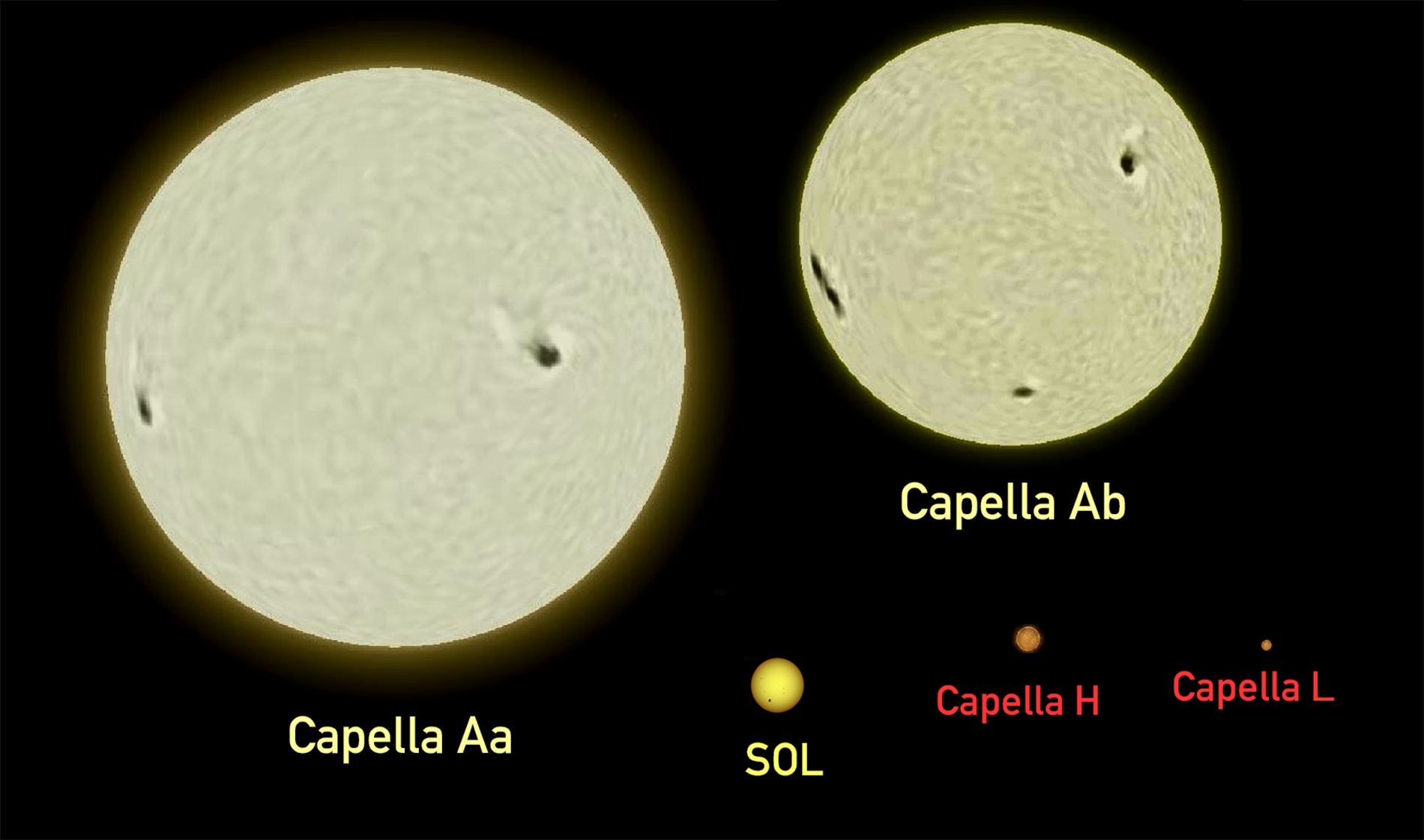
Confronto fra le dimensioni delle quattro componenti di Capella e il Sole

Capella A e B sono oggetti abbastanza grandi e vicini da rendere possibile una misura diretta dei loro diametri angolari mediante tecniche interferometriche. La prima misura dei diametri delle due componenti si deve a Blazit e colleghi (1977), che hanno ottenuto un valore di 5,2 ± 1,0 mas per il diametro di Capella A e di 4,0 ± 2,0 mas per il diametro di Capella B; queste misure sono però viziate dal presupposto, mutuato da Wright (1954), che Capella A fosse 0,25 magnitudini più luminosa di Capella B. Corretto questo errore, sfruttando il fenomeno dell'oscuramento al bordo, di Benedetto e Bonneau (1991) hanno invece ottenuto un valore di 9,6 ± 2,3 mas per la primaria e di 6,28 ± 0,43 mas per la secondaria. I valori misurati da Hummel e colleghi (1994), sempre dopo la medesima correzione, sono piuttosto comparabili: 8,5 ± 0,1 mas per la primaria e 6,4 ± 0,3 mas per la secondaria. I diametri angolari sono stati misurati anche da Kraus e colleghi (2004), che però hanno deciso di non applicare alcuna correzione: 8,9 ± 0,6 mas e 5,8 ± 0,8 mas sono i valori ottenuti. Applicando correzioni uniformi a questi risultati e calcolando la media fra loro si ottiene 8,47 ± 0,40 mas per la primaria e 6,24 ± 0,23 mas per la secondaria.
Alla distanza di 43 anni luce, queste misurazioni corrispondono a un raggio di 11,98 ± 0,57 R☉ per Capella A e di 8,83 ± 0,33 R☉ per Capella B; questi valori rappresentano rispettivamente il 7,5% e il 5,5% della distanza fra le due componenti, che quindi sono ben separate l'una dall'altra (e infatti esse non si eclissano a vicenda).

#### Temperature
Le temperature superficiali delle due componenti del sistema binario A-B sono state misurate attraverso varie metodiche con un discreto accordo fra le varie misurazioni. La tabella sottostante riporta alcune delle misurazioni più recenti e affidabili; dall'insieme di esse si può concludere che la secondaria ha una temperatura simile a quella del Sole, il che la pone tra le ultime sottoclassi della classe spettrale F e le prime sottoclassi della classe G, mentre la primaria ha una temperatura inferiore che la pone tra le ultime sottoclassi della classe G e le prime della classe K. Capella A è stata in effetti variamente assegnata alla classe G6, G8 o K0, mentre Capella B è stata assegnata alle classi G1, G0 o F9.
| Articolo                                           | Capella A   | Capella B   |
| -------------------------------------------------- | ----------- | ----------- |
| Ayres (1988)                                       | 5 100       | 5 700       |
| Bagnuolo e Sowell (1988)                           | 4 800       | 5 550       |
| Hummel e colleghi (1994)                           | 4 940 ± 50  | 5 700 ± 100 |
| Torres e colleghi (2009) – misura spettroscopica – | 4 900 ± 100 | 5 710 ± 100 |
| Torres e colleghi (2009) – misura fotometrica –    | 4 910 ± 113 | 5 610 ± 130 |
| Torres e colleghi (2015)                           | 4 970 ± 50  | 5 730 ± 60  |

#### Velocità e periodo di rotazione
La misura esatta della velocità di rotazione costituisce notoriamente un problema nelle stelle giganti, a causa sia dell'alta macroturbolenza dei gas atmosferici sia della bassa velocità con cui la stella ruota sul proprio asse: questo è vero in particolare per Capella A, per la quale esistono notevoli discordanze circa le varie misurazioni della velocità di rotazione. Invece la velocità di rotazione di Capella B, che, come anticipato, è notevolmente più elevata rispetto a quella di Capella A, è più facilmente distinguibile dalla macroturbolenza del gas atmosferico; non stupisce quindi che le misurazioni nel caso di questo astro siano maggiormente concordi. La tabella a lato riporta le velocità di rotazione (sini × v) delle componenti A e B di Capella riportate in alcune pubblicazioni.
Per calcolare la velocità di rotazione dei due astri, e quindi il loro periodo di rotazione, è necessario conoscere il valore di i, cioè l'inclinazione dell'asse di rotazione rispetto al piano della linea di vista: si tratta di un valore che di solito è difficilmente determinabile, anche se Capella costituisce un'eccezione: infatti, di Capella A-B si conosce con buona approssimazione l'inclinazione del piano orbitale rispetto alla linea di vista. Sembra ragionevole supporre che l'asse di rotazione delle due componenti sia perpendicolare rispetto al piano dell'orbita e che quindi sia inclinato di circa 47° rispetto alla linea di vista terrestre. Una conferma indipendente di questo dato viene dal lavoro di Shcherbakov e colleghi (1990), i quali hanno studiato la linea dell'elio in corrispondenza della lunghezza d'onda di 1 083 nm nello spettro di Capella A e hanno potuto appurare che essa varia con un periodo di circa 104 giorni; gli studiosi hanno imputato tale variazione alla presenza sulla superficie della stella di una piccola zona calda e attiva, che si sposta seguendo la rotazione della stella intorno al proprio asse, il che pertanto suggerisce che il periodo di rotazione di Capella A sia di 104 giorni. Questo risultato è stato successivamente confermato da Katsova e Shcherbakov (1998) e da Strassmeier e colleghi (2001) analizzando le linee Hα e Hβ dell'idrogeno. Il periodo di rotazione individuato è molto vicino al periodo di rivoluzione della stella intorno al centro di massa del sistema, e quindi ciò fa supporre che i due periodi siano sincroni. Ipotizzando pertanto che la stella ruoti in 104 giorni e che il suo asse di rotazione sia perpendicolare al piano orbitale, il valore di sini × v previsto è 3,92 ± 0,19 km/s, in discreto accordo con alcune delle misurazioni effettuate.
Per quanto riguarda Capella B, Katsova e Shcherbakov (1998) hanno notato che la linea dell'elio a 1 083 nm presentava delle variazioni ogni 8,25 giorni e hanno interpretato questo dato, analogamente a Capella A, come riconducibile al periodo di rotazione della stella. Strassmeier e colleghi (2001) hanno ripetuto le loro osservazioni nella serie dell'idrogeno e hanno misurato un periodo di 8,64 ± 0,09 giorni. Il valore di sini × v ottenuto dalla media di questi due risultati è 35,4 ± 1,5 km/s, in buon accordo con le misurazioni effettuate; ciò costituisce un'importante conferma del fatto che l'asse di rotazione di entrambe le stelle sia perpendicolare al piano orbitale. Inoltre, mentre la primaria presenta una rotazione sincrona col suo periodo di rivoluzione, il periodo di rotazione della secondaria è un dodicesimo di quello di rivoluzione.

### La coppia C-D
Nel 1914 R. Furuhjelm osservò che la coppia A-B aveva una debole compagna, che possedeva un moto proprio simile e che quindi probabilmente era legata a essa da vincoli gravitazionali; egli stimò che la stella, di magnitudine 10,6, fosse posta a circa 12' dalla coppia AB. Nel 1936 Carl L. Stearns scoprì la natura binaria di questa debole stella, confermata nel corso dello stesso anno da G. P. Kuiper. Si tratta di una coppia di stelle rosse di sequenza principale che si pensa siano distanti circa 10 000 UA dalla coppia di giganti. Sebbene la coppia, da quando è stata osservata per la prima volta, abbia compiuto pressappoco 30° della sua orbita, Heintz (1975) ha provato a calcolarne in via preliminare i parametri: egli stima che le due stelle orbitino intorno al baricentro comune in 388 anni, che il semiasse maggiore dell'orbita sia 3,72" (corrispondenti a 48 UA, cioè circa 7,2 miliardi di km), che essa non abbia eccentricità e che sia inclinata di 65,0° rispetto alla linea di vista terrestre; infine egli stima che l'argomento del pericentro sia 0°. Heintz ha inoltre tentato una stima della massa totale del sistema, risultata 0,78 M☉. Torres e colleghi (2015) hanno proposto una soluzione alternativa dell'orbita, che avrebbe un periodo di circa 300 anni, un seminasse maggiore di 3,5" (corrispondenti a circa 45 UA, cioè circa 6,7 miliardi di km), un'eccentricità di 0,75, un'inclinazione di 52° rispetto alla linea di vista terrestre e un argomento del pericentro di 88°.
Le componenti di questo sistema sono state chiamate Capella C e Capella D (altrove Capella H e Capella L oppure Ha e Hb).

#### Capella C
Heintz (1975) stima che Capella C abbia una magnitudine compresa fra 9,5 e 10 e una massa di 0,65 M☉.
La pubblicazione di Leggett e colleghi (1996) raccoglie uno studio approfondito di 16 stelle rosse di sequenza principale, fra cui anche Capella C. In questo studio Capella C è assegnata alla classe spettrale M2,5 con una magnitudine apparente di 9,53. Il suo colore rosso-arancione è dovuto alla bassa temperatura superficiale, pari a 3 700 ± 150 K; la bassa temperatura, associata al raggio pari a 0,54 ± 0,03 R☉ fanno sì che la stella abbia una luminosità circa 0,05 volte quella solare. Leggett e colleghi (1996) stimano che Capella C abbia una massa di 0,5-0,6 M⊙, mentre Fischer e Marcy (1992) stimano una massa di 0,53 M⊙. Infine, Torres e colleghi (2015) avanzano l'ipotesi che la stella abbia una massa pari a 0,57 M⊙.

#### Capella D
Capella D è a sua volta una stella rossa di sequenza principale, di classe spettrale M4. Heintz (1975) ne stima una magnitudine compresa fra 12 e 12,5 e una massa di 0,13 M⊙; altre pubblicazioni riportano una magnitudine apparente di 13,7 e una massa di 0,19 M⊙. Si suppone che la sua luminosità ammonti allo 0,05% di quella solare. Torres e colleghi (2015) riportano una stima della massa molto superiore rispetto alle pubblicazioni precedenti: 0,53 M⊙.

### Compagne visuali
Oltre alle stelle che compongono il sistema, si possono osservare nei suoi pressi almeno altre sei compagne visuali, che con molta probabilità non sono fisicamente legate alla coppia principale. Le compagne visuali sono elencate nella tabella sottostante; l'assegnazione delle lettere presuppone che le due giganti siano chiamate Capella Aa e Capella Ab, mentre le nane rosse che fisicamente fanno parte del sistema come Ha e Hb.
| Componente | Primaria | Ascens. retta (α) Epoca J2000.0 | Declinazione (δ) Epoca J2000.0 | Epoca della separazione osservata | Distanza angolare dalla primaria | Angolo rispetto alla primaria | Magnitudine apparente (V) | Database di riferimento |
| ---------- | -------- | ------------------------------- | ------------------------------ | --------------------------------- | -------------------------------- | ----------------------------- | ------------------------- | ----------------------- |
| B          | A        | 05h 16m 42,7s                   | +46° 00′ 55″                   | 2009                              | 89,8''                           | 7°                            | 17,1                      | SIMBAD                  |
| C          | A        | 05h 16m 35,9s                   | +46° 01′ 12″                   | 2009                              | 130,5''                          | 332°                          | 15,1                      | SIMBAD                  |
| D          | A        | 05h 16m 40,1s                   | +45° 58′ 07″                   | 2009                              | 73,2''                           | 194°                          | 13,6                      | SIMBAD                  |
| E          | A        | 05h 16m 30,9s                   | +46° 02′ 28″                   | 2009                              | 191,2''                          | 326°                          | 12,1                      | SIMBAD                  |
| F          | A        | 05h 16m 48,748s                 | +45° 58′ 30,84″                | 2009                              | 109,2''                          | 136°                          | 11,7                      | SIMBAD                  |
| G          | A        | 05h 16m 31,852s                 | +46° 08′ 27,42″                | 2003                              | 522,4''                          | 349°                          | 8,06                      | SIMBAD                  |

## Altre caratteristiche

### Età e stato evolutivo
Almeno a grandi linee lo stato evolutivo di Capella A e Capella B è chiaro. Dopo essersi formate alcune centinaia di milioni di anni fa all'interno di una nube molecolare, esse hanno trascorso la loro sequenza principale come due stelle bianco-azzurre appartenenti alle ultime sottoclassi spettrali della classe B o alle prime della classe A. Allo stato attuale, le due stelle hanno già concluso questa fase di stabilità, avendo completamente convertito l'idrogeno presente nel loro nucleo in elio. Capella A, essendo più massiccia, ha avuto un'evoluzione più rapida: questo spiega alcune sue caratteristiche, come la minore temperatura superficiale rispetto alla compagna, il maggior raggio e la minore velocità di rotazione su sé stessa.
Tuttavia, al di là di questo quadro di massima, il preciso stato evolutivo delle due stelle è oggetto di discussione. Da questo punto di vista, Capella rappresenta un caso favorevole in quanto sono disponibili dati circa le abbondanze degli isotopi del carbonio e dell'azoto, due elementi coinvolti nel ciclo CNO, il processo di fusione nucleare che ha alimentato la stella nel corso della sequenza principale. Quando una stella della massa di Capella A o B esce dalla sequenza principale, sviluppa una zona convettiva in superficie che si ispessisce man mano che la stella, lungo il suo percorso evolutivo, si avvicina al ramo delle giganti rosse del diagramma H-R. I moti convettivi che caratterizzano questa zona rimescolano i prodotti del ciclo CNO che si trovano in profondità facendoli risalire in superficie; pertanto, le abbondanze superficiali di questi prodotti sono un indice dello spessore della zona convettiva e, di conseguenza, dello stadio evolutivo raggiunto dalla stella.

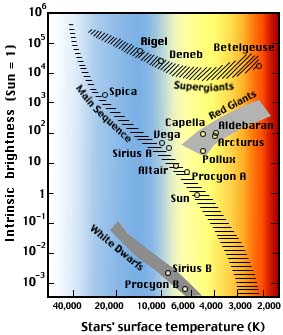
Posizione di Capella e di altre stelle nel diagramma H-R

Per quanto riguarda Capella B c'è un generale consenso circa il fatto che essa si trovi nella lacuna di Hertzsprung, ovvero si starebbe dirigendo, sul diagramma H-R, verso la zona del ramo delle giganti rosse e si appresterebbe ad ascendere tale ramo. Capella B avrebbe quindi esaurito l'idrogeno presente nel suo nucleo, ma non avrebbe ancora cominciato a fondere l'elio che si è accumulato al centro della stella. Il nucleo inerte di elio, non sostenuto da reazioni nucleari, sarebbe quindi in una fase di collasso, mentre la sua temperatura sarebbe in aumento. Le reazioni nucleari starebbero comunque proseguendo all'interno di un guscio di idrogeno che sovrasta immediatamente il nucleo di elio. Mentre il nucleo della stella si sta contraendo e scaldando, i suoi strati superficiali si starebbero espandendo e raffreddando.
Per quanto riguarda Capella A, invece, la fase evolutiva in cui si trova è oggetto di discussione. Esiste una linea di pensiero secondo la quale Capella A non ha ancora raggiunto la fase di fusione dell'elio. Questa tesi è stata sostenuta mediante diverse argomentazioni: Boesgaard (1971) si basa sulle abbondanze del litio, troppo elevate per una stella già in fase di fusione dell'elio; Bagnuolo e Hartkopf (1989) si basano invece sulla differenza di luminosità fra le due componenti, troppo piccola per poter ipotizzare che le due stelle si trovino in stadi evolutivi molto differenti; infine un supporto a questa tesi è arrivato dalle misurazioni delle masse delle due componenti compiute da Torres e colleghi (2009): l'esigua differenza tra le masse delle due stelle depone a favore della tesi degli stati evolutivi simili. Uno dei dati più problematici da accomodare, per gli studiosi che sostengono questa linea di pensiero, è costituito dal rapporto fra le abbondanze di due isotopi del carbonio, il 12C e il 13C: questo rapporto è infatti indicativo dello stato evolutivo della stella, dato che il rimescolamento superficiale dei prodotti del ciclo CNO fa crescere la presenza di 13C a spese del 12C sulla superficie della stella; di conseguenza, più una stella è evoluta, più il rapporto 12C/13C decresce. Per quanto riguarda Capella A, Tomkin e colleghi (1976) hanno misurato un rapporto di 27 ± 4 fra questi due isotopi, che tuttavia risulta troppo alto rispetto a quanto suggerito dagli altri indicatori relativi al suo stato evolutivo: il valore atteso, se Capella A non avesse raggiunto la fase della fusione dell'elio, si aggirerebbe infatti intorno a 19.
Iben (1965) ha inaugurato una scuola di pensiero alternativa secondo la quale Capella A si trovi nella fase della fusione dell'elio; secondo tale teoria, Capella A avrebbe un nucleo attivo in cui l'elio, tramite il processo tre alfa, verrebbe convertito in carbonio e ossigeno. La maggior parte degli studiosi, tra cui Barlow e colleghi (1993), Hummel e colleghi (1994) e Iwamoto e Saio (1999), ritiene corretta la valutazione di Iben. Tale valutazione ha ricevuto un ulteriore sostegno dalle misurazioni di Weber e Strassmeier (2011), che stimano una differenza di massa fra le due componenti maggiore rispetto alle misurazioni di Torres e colleghi (2009). Il gruppo di Torres, nel 2015, ha adottato le nuove misurazioni di Weber e Strassmeier (2011) e ha confrontato la massa, il raggio, la luminosità, la temperatura superficiale e la composizione chimica di Capella A con tre diversi modelli evolutivi. Da tale raffronto è risultato che Capella A starebbe terminando la fase di fusione dell'elio nel nucleo e che fra alcuni milioni di anni essa comincerà ad ascendere il ramo asintotico delle giganti. Essa si troverebbe quindi attualmente alla fine della fase di red clump. L'età del sistema è stimata da Torres e colleghi (2015) essere compresa fra i 590 e i 650 milioni di anni.
In ogni caso, qualunque sia il loro preciso stadio evolutivo attuale, fra qualche decina di milioni di anni Capella A e B completeranno anche la fase di gigante rossa, quindi espelleranno i propri strati esterni in una nebulosa planetaria lasciando come residuo i loro nuclei inerti di carbonio e ossigeno, che diventeranno due nane bianche.
Per quanto riguarda invece Capella C e D, essendo marcatamente meno massicce delle loro compagne, avranno un'evoluzione molto più lunga e sono destinate a rimanere all'interno della sequenza principale per diverse decine di miliardi di anni.

### Composizione chimica e metallicità
McWilliam (1990) riporta una stima della metallicità di Capella, ipotizzando che sia pari a [Fe/H] = −0,37 ± 0,22; se questo valore fosse corretto, significherebbe che la stella possiede un'abbondanza di elementi più pesanti dell'idrogeno e dell'elio pari al 42% di quella del Sole.
Tuttavia la misura di McWilliam non sarebbe molto accurata per tre motivi. In primo luogo perché con probabilità si basa sulle linee spettrali ben definite della primaria, non tenendo conto del fatto che le linee della secondaria si sovrappongono in molti punti con quelle della primaria, facendole apparire più deboli. In secondo luogo McWilliam adotta una temperatura superficiale di 5 270 K, ottenuta da indagini fotometriche della luce combinata delle due componenti, ma che è troppo elevata per la sola primaria. Infine l'autore utilizza i valori delle abbondanze di metalli nel Sole riportati nell'articolo di Grevesse del 1984; correggendo tali valori con quelli riportati nella pubblicazione più recente di Grevesse e Sauval (1998) il valore di [Fe/H] diventerebbe –0,20 ± 0,22, il che significa che Capella avrebbe un'abbondanza di metalli corrispondente a circa il 63% di quella solare.
Una misurazione più recente della metallicità di Capella si deve a Fuhrmann (2011), che riporta un valore molto di elevato di [Fe/H], pari a +0,05 ± 0,08, che equivale a un'abbondanza di metalli pari al 112% di quella solare.
Un altro indizio sulla composizione chimica di Capella potrebbe derivare dalla probabile appartenenza della stella alla Corrente delle Iadi: infatti, essendo le stelle della Corrente nate dalla medesima nube molecolare, esse dovrebbero avere metallicità simili. Tuttavia non c'è accordo fra i valori della metallicità media delle stelle della corrente riportati in letteratura. Zhao e colleghi (2009) stimano un valore di [Fe/H] = −0,09 ± 17, pari all'85% della metallicità solare, mentre Fuhrmann (2011) ipotizza un valore di +0,07 ± 0,08, molto vicino a quello da lui misurato per Capella.
Torres e colleghi (2015) hanno studiato l'abbondanza di 22 elementi chimici nelle atmosfere delle due componenti principali del sistema, trovando valori vicini a quelli riscontrabili nel Sole. In particolare, l'abbondanza di ferro è risultata essere [Fe/H] = −0,04 ± 6, cioè circa 91% di quella solare, in discreto accordo con le misurazioni di Fuhrmann (2011).

### Emissione di raggi X

Lo spettro della calda corona di Capella mostra numerose linee di emissione di atomi altamente ionizzati. Lo spettro può essere interpretato come originato dalla somma delle emissioni del plasma scaldato a 3 milioni di K (blu) e di plasma scaldato a 18 milioni di K (rosso). Fonte: ESA.

L'identificazione, seppur con un certo grado di incertezza, di Capella quale sorgente di raggi X risale ai primi anni sessanta, quando, il 20 settembre 1962 e il 15 marzo 1963, furono lanciati due razzi di tipo Aerobee-Hi i quali rilevarono una fonte di raggi X all'ascensione retta 05h 09m e alla declinazione +46°.
L'identificazione certa dell'emissione X della stella avvenne il 5 aprile 1974, quando un sensore montato su un razzo captò per 133 secondi la radiazione X proveniente da Capella con un'energia di 0,2–1,6 keV. La luminosità dei raggi X (LX) fu misurata in ~1024 W, un valore 10 000 volte superiore rispetto a quella solare in questa lunghezza d'onda. Si trattava della prima identificazione certa di una sorgente di raggi X con una stella.
I raggi X sono sicuramente originati da una corona che raggiunge una temperatura di parecchi milioni di gradi, tuttavia capire se i raggi X provenissero da Capella A o da Capella B o da entrambe si è rivelato particolarmente complicato. Linsky e colleghi (1998) hanno utilizzato il Goddard High-Resolution Spectrometer (GHRS) del telescopio spaziale Hubble per studiare la linea spettrale del Fe xxi a 135,4 nm (che compare quando la temperatura raggiunge i 10 milioni di K) e cercare di determinare il contributo delle due componenti di Capella al flusso di raggi X. È risultato che le due componenti contribuiscono in modo pressoché uguale al flusso a questa lunghezza d'onda, il che significa pertanto che entrambe possiedono una corona. Il plasma della corona non presentava grandi turbolenze, motivo per il quale Linsky e colleghi hanno ipotizzato un suo confinamento magnetico.
Young e colleghi (2001), analizzando i dati raccolti dal telescopio spaziale FUSE, e in particolare la riga spettrale del Fe xviii a 97,4 nm (che compare quando la temperatura raggiunge i 6,3 milioni di K), suggeriscono che a tale lunghezza d'onda il flusso di raggi X provenga per il 75% dalla primaria.
Ishibashi e colleghi (2006) hanno studiato i dati inviati dal telescopio a raggi X Chandra sulle righe di emissione del ferro, del silicio, dell'ossigeno e di altri elementi, che compaiono a temperature comprese fra i 2 e i 10 milioni di kelvin. Il risultato degli studi dimostra che in questo range di temperature è la primaria a contribuire in maggior misura al flusso totale di raggi X, sebbene a temperature superiori ai 10 milioni di K diventi importante anche il contributo della secondaria.
La dominanza della primaria nel flusso dei raggi X è particolarmente interessante anche in considerazione del fatto che invece nella banda dell'ultravioletto è la secondaria a contribuire in maggior misura.
Lo studio del flusso di raggi X, condotto sul lungo periodo (1 anno) attraverso i telescopi spaziali Chandra e XMM-Newton, ne hanno messo in evidenza una relativa costanza, mostrando una variazione di circa il 3%, confermata anche dalle variazioni misurate sul breve periodo (secondi e minuti). Ciò permette di concludere che i raggi X sono originati all'interno di una corona stabile e non a partire da fenomeni violenti come i flare. Il picco di emissione della radiazione X corrisponde a una temperatura del plasma di 6-8 milioni di K, anche se un certo contributo è presente sia a temperature inferiori (particolarmente significativo quello a 2 milioni di K) sia a temperature di gran lunga maggiori (fino a 30 milioni di K). È stato ipotizzato che queste differenze corrispondano alle diverse temperature possedute dagli anelli di plasma magneticamente confinati che formano la corona delle due componenti principali di Capella.

## Il cielo visto da Capella
Un ipotetico osservatore situato su un eventuale pianeta in orbita attorno a una delle componenti principali di Capella vedrebbe il cielo leggermente diverso da quello osservabile sulla Terra: questo perché le distanze dal sistema solare di molte delle stelle più brillanti visibili dal nostro pianeta differiscono in maniera sostanziale rispetto a quelle che le separano da Capella.

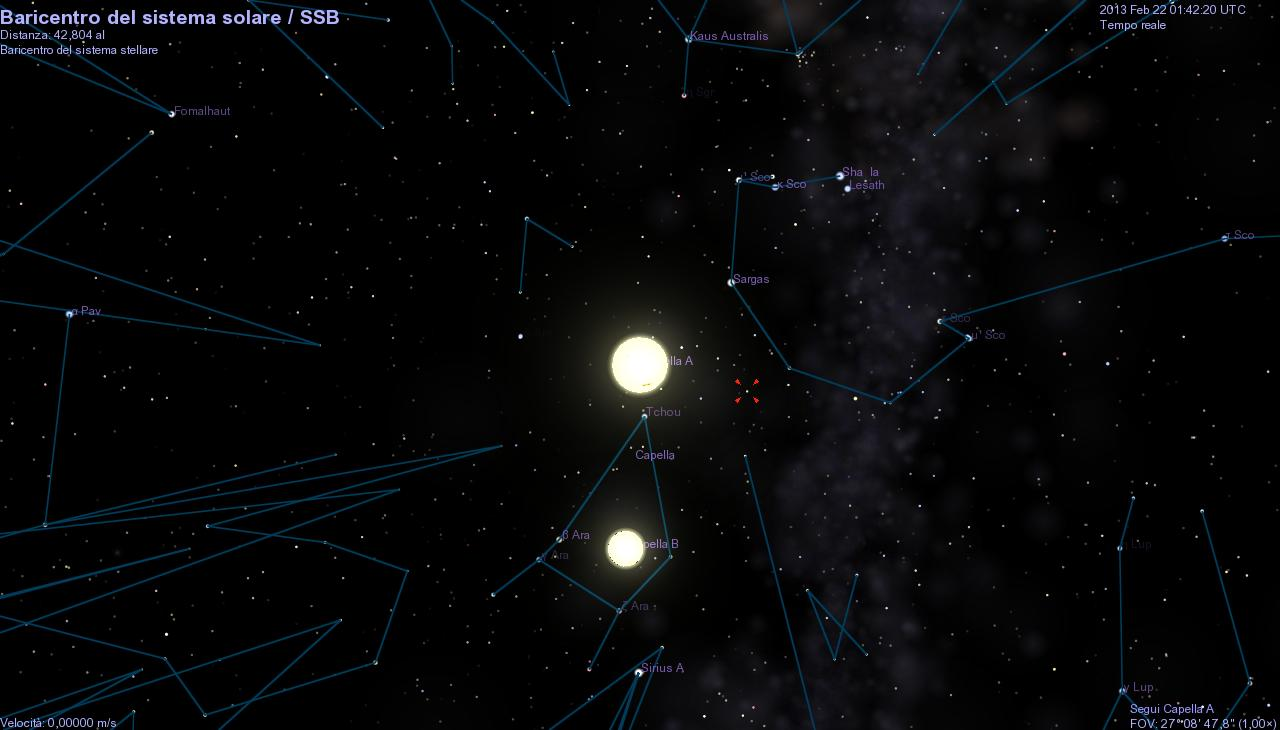
Il cielo visto dal baricentro del sistema di Capella, nei pressi della coppia AB. Il Sole, evidenziato dalla freccine rosse, apparirebbe come una stellina di sesta magnitudine, nei pressi della coda dello Scorpione. Celestia.

Sirio non sarebbe la stella più luminosa del cielo visto da Capella, in quanto, trovandosi a una distanza di 40 anni luce, apparirebbe di magnitudine +1,92; la stella più brillante sarebbe dunque Canopo, con una magnitudine di −0,55, segue Aldebaran, che a 37 anni luce da Capella avrebbe una magnitudine di −0,4. La terza stella più brillante sarebbe anche la seconda più vicina in assoluto al sistema di Capella, ovvero λ Aurigae, una stella simile al Sole che, ad appena 4,6 anni luce, brillerebbe con una magnitudine −0,07. Anche Castore, che si trova a 25 anni luce da Capella, sarebbe sensibilmente più luminosa che vista dalla Terra, e con una magnitudine di 0,07 sarebbe più brillante delle lontane supergiganti di Orione, Rigel e Betelgeuse. Vega, come Sirio, perderebbe molto della sua luminosità rispetto alla visione terrestre, in quanto la sua distanza è quasi il doppio (50 anni luce) e la sua magnitudine sarebbe +1,57. Oltre una magnitudine più debole che vista dalla Terra sarebbe anche Arturo (+1,10), distante 62 anni luce da Capella.
Il Sole invece sarebbe al limite della visibilità a occhio nudo: di magnitudine +5,4, sarebbe visibile tra la costellazione dell'Altare e la coda dello Scorpione, non lontano da Sargas.
Visto da un ipotetico pianeta attorno alla componente C del sistema di Capella, il cielo sarebbe dominato dalla coppia di giganti gialle, che a 10 000 UA di distanza non sarebbero distinguibili a occhio nudo l'una dall'altra e brillerebbero di magnitudine −12,6, luminosità paragonabile a quella della Luna piena vista dalla Terra.
Dalla più debole delle due nane rosse, Capella D, la maggiore delle due nane rosse, trovandosi ad appena 48 UA, apparirebbe come un brillante astro di magnitudine −14,2.

## Abitabilità del sistema
Nell'epoca attuale, un ipotetico pianeta orbitante intorno alla coppia A-B dovrebbe trovarsi all'interno di una fascia (zona abitabile) distante 12,5 UA dal baricentro del sistema perché si verifichino sulla sua superficie le condizioni adatte perché l'acqua possa esistere allo stato liquido; tuttavia, quando le due stelle si trovavano nella sequenza principale, tale fascia ricadeva in una regione di spazio molto più vicina al baricentro rispetto a ora, dato che uscendo dalla sequenza principale le due componenti hanno aumentato in modo considerevole la loro luminosità.
Invece, come si è visto, le componenti C e D del sistema hanno davanti a loro un tempo enormemente più lungo di permanenza nella sequenza principale, e nonostante l'abitabilità dei pianeti attorno alle nane rosse possa essere compromessa da diversi fattori che caratterizzano tali sistemi, quali la rotazione sincrona del pianeta e i brillamenti che tipicamente coinvolgono questo tipo di stelle, rimane comunque più probabile l'esistenza di un pianeta abitabile in orbita stabile attorno a una di queste due deboli stelle piuttosto che attorno a una gigante gialla. La componente C, di classe M2, ha una zona abitabile centrata attorno a 0,11 UA dalla stella; a questa distanza un pianeta simile alla Terra completerebbe la sua orbita in circa 24,4 giorni. Per avere acqua liquida, un pianeta simile alla Terra orbitante intorno alla componente D dovrebbe trovarsi a 0,022 UA dalla stella e completerebbe la sua orbita in 7,8 giorni.

## Significato culturale

### I nomi di Capella e il loro significato

Capella e i suoi immediati dintorni. Capella è la stella più brillante della fotografia mentre le tre stelle luminose in basso a destra sono ε, ζ e η Aurigae. Esse formano un asterismo di forma triangolare chiamato nei Paesi anglosassoni the kids. ζ e η Aurigae, le stelle alla base del triangolo, sono soprannominate i capretti.

Il nome Capella deriva dal latino con il significato di "capretta". Questo nome è riportato nella letteratura latina a partire dai primi decenni dell'età imperiale romana, in particolare ne fanno menzione i poeti Marco Manilio e Ovidio e lo scrittore Plinio il Vecchio. Tuttavia la consuetudine di assegnare alla stella il nome di "capra" risale almeno ad Arato di Soli, poeta greco ellenista vissuto tra il IV e il III secolo a.C., che nella sua opera Fenomeni designa la stella come Aἴξ, Aἰγός, àix, aigòs (si confronti col nome della stella in greco moderno, Αίγα, Áiga, del medesimo significato); tale nome è riportato anche da Claudio Tolomeo, vissuto tra il I e il II secolo.
In epoca medioevale la stella veniva chiamata anche con il nome di Alhajoth (scritto anche come Alhaior, Althaiot, Alhaiset, Alhatod, Alhojet, Alanac, Alanat, Alioc), che è quasi certamente un adattamento del suo nome in arabo العيوق‎?, al-ʿAyyūq. Questo nome non ha un significato che possa in apparenza correlarsi logicamente con la stella (al-ʿAyyūq significa infatti "vanitoso", "damerino") ed è quindi probabile che si possa trattare dell'arabizzazione del lemma greco αἴξ.
Un altro nome arabo è ﺍﻟﺮﺍﻛﺐ, al-Rākib, che significa "il Conducente" o "il Viaggiatore" o "il Cavaliere". Probabilmente questo nome è stato attribuito all'astro per la sua posizione molto settentrionale nel cielo che lo fa apparire sopra le altre stelle luminose, quasi le conducesse, ma potrebbe anche essere giustificato dal fatto che la comparsa di Capella preannunciava il sorgere delle Pleiadi, come la guida di una carovana precedeva la sequela dei dromedari montati o da soma. A tal proposito un ulteriore nome arabo è infatti الهادي, al-Hādī, "la Guida", un termine col quale, già in epoca preislamica, era indicato l'apripista delle carovane. Il suo compito era quello di dare il ritmo agli animali, intonando versi poetici in metro rajaz. L'insieme degli animali in fila indiana era identificato con le Pleiadi (in antichità chiamate dagli abitanti della penisola arabica "le sette sorelle"), che in passato da quella regione sorgevano quasi contemporaneamente a Capella, come ora accade per gli osservatori posti a 40° N.
Nell' astronomia cinese tradizionale, Capella faceva parte di un asterismo chiamato 五車 (五车S Wŭ chē, "i cinque cocchi"), formato, oltre che da Capella, da β, ι e θ Aurigae, nonché da β Tauri. Poiché Capella era la seconda stella dell'asterismo, era chiamata 五車二 (五车二S Wŭ chē èr) che significa "secondo dei cinque cocchi". La relazione fra il cocchio cinese e l'Auriga occidentale è singolare, ma forse casuale perché probabilmente il nome cinese fa riferimento al cocchio dei Cinque Imperatori.
Capella viene chiamata Colca in quechua e Hoku-lei in hawaiiano, che significa "stella-ghirlanda". Presso i beduini del Negev e del Sinai Capella è nominata al-ʿAyyūq al-Thurayyā, cioè "Capella delle Pleiadi", dato il ruolo da essa giocato nell'individuazione di questo ammasso di stelle, posto nella vicina costellazione del Toro.

### Mitologia
Data la sua grande luminosità, Capella ha attirato l'attenzione su di sé fin dai tempi più remoti. Risale probabilmente ai Babilonesi la rappresentazione della costellazione dell'Auriga come un cocchiere con una capra sulle spalle; ciò costituisce una prova che molte delle costellazioni riconosciute nella Grecia classica hanno un'origine mesopotamica. All'interno di questa costellazione, Capella ha avuto un ruolo preminente: era per gli accadici Dil‑gan I‑ku, la "Messaggera della Luce", o Dil‑gan Babili, la "stella Patrona di Babilonia"; presso gli Assiri era invece conosciuta come I‑ku, "la Conducente". Questi titoli derivavano dal fatto che in ambito babilonese l'inizio dell'anno veniva calcolato sulla base della posizione di Capella in relazione a quella della Luna il giorno dell'equinozio primaverile. Poiché, a causa della precessione degli equinozi, prima del 1730 a.C. la primavera cominciava quando il Sole entrava nella costellazione del Toro, Capella era chiamata anche la "stella di Mardūk", essendo questa divinità associata al toro a causa della sua grande potenza. In particolare l'associazione con Mardūk in quanto dio delle tempeste, riscontrata in varie iscrizioni in cuneiforme, è un altro carattere che accomuna la mitologia babilonese a quelle greca e romana, che associarono la stella a Zeus-Giove. Ad esempio, Arato nei Fenomeni la associa alle tempeste marine, come anche Manilio, Ovidio e Plinio il Vecchio, i quali ripresero il poeta ellenista.

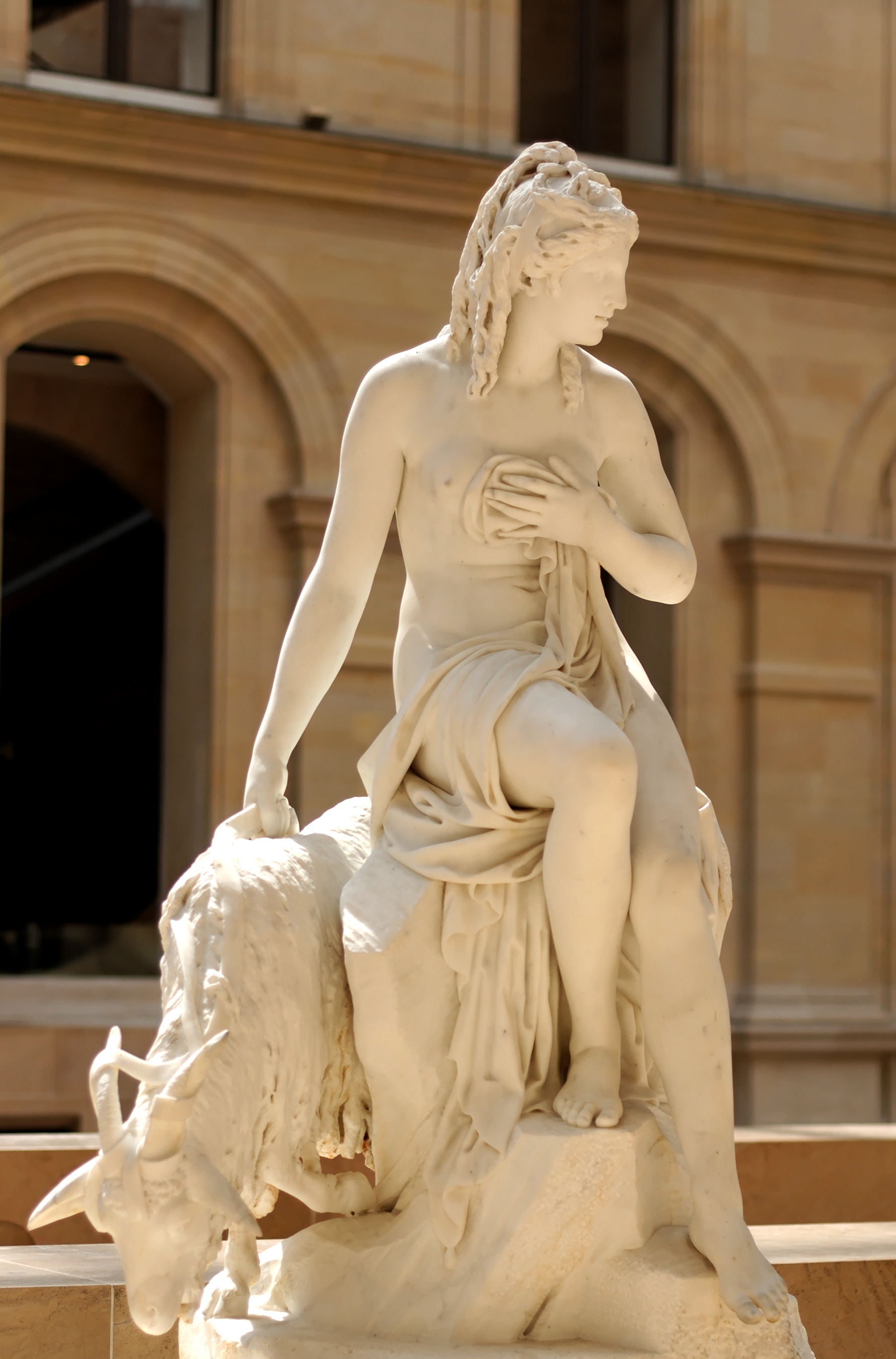
Pierre Julien, Amaltea e la capra di Giove. Parigi, museo del Louvre

Gli antichi Egizi probabilmente la identificavano con il dio Ptah: si suppone che essa venisse osservata mentre tramontava da un tempio dedicato a questo dio nel 1700 a.C. a Karnak, presso Tebe. In uno zodiaco rinvenuto a Dendera Capella è raffigurata come un gatto mummificato con una figura maschile coronata con piume nella mano aperta.
Nella mitologia indù, Capella rappresentava il Brahma Ridaya, cioè il cuore di Brahmā, il dio creatore dell'induismo. La stella chiamata nel Ṛgveda Āryaman o Airyaman potrebbe essere proprio Capella o Arturo.
Già in Arato Capella è stata identificata con Amaltea, la capra che allattò Zeus sul monte Ida a Creta. Zeus era stato lì nascosto dalla madre Rea per sfuggire al padre Crono, il quale divorava tutti i suoi figli neonati per evitare di essere spodestato da uno di loro, come aveva predetto un oracolo. Diventato re degli dei, Zeus, per ringraziare Amaltea, diede un potere alle sue corna: il possessore avrebbe potuto ottenere tutto ciò che desiderasse; da qui la leggenda del corno dell'abbondanza, o cornu copiae, detto anche Corno di Amaltea. Alla morte della capra, Zeus la pose, insieme ai suoi capretti, tra gli astri del cielo: essa divenne così Capella, mentre i due suoi capretti divennero ζ e η Aurigae, i capretti. Secondo un'altra versione del mito, Amaltea era una ninfa che allattò il dio bambino con latte di capra, assieme a sua sorella Melissa, che invece lo nutrì con miele. In un'ulteriore versione, Amaltea e Melissa sono sostituite da Adrastea e da Ida, figlie del re di Creta Melisseo. Capella è stata a volte identificata anche con una delle corna della capra che allattava Zeus fanciullo, rotta dal dio mentre giocava con lei e trasferita in cielo come Cornucopia.
In astrologia, si crede che Capella porti ricchezza e onori civili e militari. Nel Medioevo Capella è una delle quindici stelle fisse beheniane, associata allo zaffiro quale pietra preziosa, e alla menta, alla mandragora e al timo quale pianta. Agrippa von Nettesheim riporta il suo segno cabalistico  e il nome di Hircus (termine latino per capra).

### Nella finzione
Data la sua luminosità, Capella è sfruttata come ambientazione in varie opere di fantascienza. Tra i vari romanzi, Gli esiliati di Capella (Os Exilados da Capela, 1949), dello spiritualista brasiliano Edgard Armond, in cui alcuni nativi di un pianeta orbitante intorno a Capella, a causa di una loro caduta morale, rinascono sulla Terra in un'epoca preistorica e aiutano gli uomini a evolversi; in seguito al loro aiuto nascono le prime civiltà, reali o mitiche, come quella egiziana, cinese, indiana e quella di Atlantide. Un altro romanzo è Fanteria dello spazio (Starship Troopers, 1960) di Robert A. Heinlein, nel quale la distanza tra il Sole e Capella è usata per illustrare la velocità cui viaggiano le navi interstellari. Nel romanzo breve di James Tiptree Jr. Torna a casa, mamma (1968) alcuni alieni provenienti da Capella sbarcano sulla Terra; fra gli alieni i ruoli sessuali sono rovesciati: le donne sono molto più alte degli uomini e li usano come schiavi e oggetti sessuali. In Crociata spaziale (Emphyrio, 1969), un libro di Jack Vance, parte dell'azione si svolge su Capella V o Maastricht, dove il protagonista Ghyl Tarvoke è abbandonato in una regione remota da pirati spaziali; il cielo di Maastricht è di un azzurro intenso e soffice e Capella appare nel cielo come circondata da una zona di pallido chiarore. Crociata spaziale è uno dei tre libri in cui Jack Vance si impegna maggiormente nella costruzione di un pianeta immaginario. Inoltre il libro dello scrittore James Gunn Progetto Stelle (The Listeners, 1972) ha come tema principale un messaggio radio ricevuto da Capella. Il romanzo "Oltre Capella" (Beyond Capella, 1970) di John Rackam (pseudonimo usato dallo scrittore britannico John T. Phillifent) è stato pubblicato da Mondadori nella collana Urania al n. 574, uscito il 05/09/1971. Nel romanzo Il diario segreto di Phileas Fogg dello scrittore Philip José Farmer, pubblicato nel 1973 e ispirato a una lettura alternativa degli eventi di Il giro del mondo in 80 giorni di Jules Verne, Capella è il luogo d'origine di una delle due razze aliene che si combattono sulla Terra in uno scontro mortale; l'altra proviene dalla costellazione dell'Eridano e a quest'ultima appartiene il protagonista Phileas Fogg.

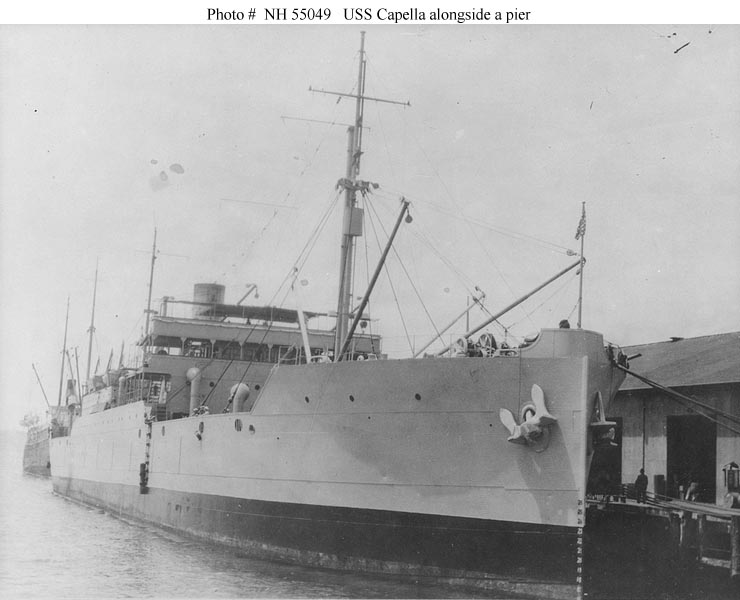
La nave USS Capella (AK-13) tra il 1922 e il 1924

Capella è menzionata anche nella serie televisiva originale di Star Trek, nel terzo episodio della seconda stagione intitolato Una prigione per Kirk e Co. (1967), dove l'azione è ambientata sul pianeta Capella IV. Non mancano riferimenti anche nell'Universo Marvel (1968), in particolare per quanto riguarda gli alieni Badoon, che vivono in due pianeti orbitanti attorno a Capella. Questa razza è degna di nota in quanto nella sua storia è andata incontro a uno scisma di genere in due società separate, per cui gli individui di sesso maschile, che vanno a formare la fratellanza di Badoon, vivono nel pianeta Moord, mentre le femmine, organizzate in una sorellanza, vivono su Lotiara (Capella II).
Capella compare anche nel media franchise BattleTech e in alcuni videogiochi quali Frontier: Elite II (1993), Escape Velocity (1996) e Descent: Freespace 2 (1999).
Nel manga Saint Seiya c'è un personaggio dal nome Capella, un silver saint appartenente alla costellazione dell'Auriga; questi utilizza come arma due dischi formati dalle ruote del carro (che compone il totem dell'armatura, ovvero la forma ispirata alla costellazione di riferimento).

### Eponimia
Il nome della stella è stato utilizzato:
- Per due navi della marina militare degli Stati Uniti: USS Capella (AK-13) e SS Capella (T-AKR-293).
- Per la Mazda Capella, un'automobile prodotta dalla casa automobilistica Mazda.

### Testi generici
- (EN) E. O. Kendall, Uranography: Or, A Description of the Heavens; Designed for Academics and Schools; Accompanied by an Atlas of the Heavens, Philadelphia, Oxford University Press, 1845.
- (EN) John Gribbin, Mary Gribbin, Stardust: Supernovae and Life—The Cosmic Connection, Yale University Press, 2001, ISBN 0-300-09097-8.
- AA.VV, L'Universo - Grande enciclopedia dell'astronomia, Novara, De Agostini, 2002.
- J. Gribbin, Enciclopedia di astronomia e cosmologia, Milano, Garzanti, 2005, ISBN 88-11-50517-8.
- J. Lindstrom, Stelle, galassie e misteri cosmici, Trieste, Editoriale Scienza, 2006, ISBN 88-7307-326-3.
- W. Owen et al., Atlante illustrato dell'Universo, Milano, Il Viaggiatore, 2006, ISBN 88-365-3679-4.

### Sulle stelle
- (EN) Richard Hinckley Allen, Star-names and Their Meanings, New York, G. E. Stechert, 1899,  pagine 485. URL consultato il 13 febbraio 2013.
- (EN) Martin Schwarzschild, Structure and Evolution of the Stars, Princeton University Press, 1958, ISBN 0-691-08044-5.
- (EN) Martha Evans Martin; Donald Howard Menzel, The Friendly Stars: How to Locate and Identify Them, Dover, Courier Dover Publications, 1964,  pagine 147, ISBN 0-486-21099-5.
- R. J. Tayler, The Stars: Their Structure and Evolution, Cambridge University Press, 1994,  p. 16, ISBN 0-521-45885-4.
- (EN) David H. Levy; Janet A. Mattei, Observing Variable Stars, 2ª ed., Cambridge, Cambridge University Press, 1998,  pagine 198, ISBN 0-521-62755-9.
- (EN) Cliff Pickover, The Stars of Heaven, Oxford, Oxford University Press, 2001, ISBN 0-19-514874-6.
- A. De Blasi, Le stelle: nascita, evoluzione e morte, Bologna, CLUEB, 2002, ISBN 88-491-1832-5.
- C. Abbondi, Universo in evoluzione dalla nascita alla morte delle stelle, Sandit, 2007, ISBN 88-89150-32-7.
- (EN) Fred Schaaf, The Brightest Stars: Discovering the Universe through the Sky's Most Brilliant Stars, Hoboken, New Jersey, John Wiley & Sons, Incorporated, 2008,  pagine 288, ISBN 978-0-471-70410-2.

### Carte celesti
- Tirion, Rappaport, Lovi, Uranometria 2000.0 — Volume I – The Northern Hemisphere to −6°, Richmond, Virginia, USA, Willmann-Bell, inc., 1987, ISBN 0-943396-14-X.
- Tirion, Sinnott, Sky Atlas 2000.0, 2ª ed., Cambridge, USA, Cambridge University Press, 1998, ISBN 0-933346-90-5.
- Tirion, The Cambridge Star Atlas 2000.0, 3ª ed., Cambridge, USA, Cambridge University Press, 2001, ISBN 0-521-80084-6.

### Voci generiche
- Stella
- Stella gigante

### Posizione
- Costellazione dell'Auriga
- Bolla Locale
- Braccio di Orione
- Via Lattea
- Gruppo Locale
- Superammasso della Vergine

### Liste
- Lista di stelle
- Stelle storicamente più luminose
- Stelle più brillanti del cielo notturno osservabile